# Antoni Ruiz Negre
Antoni Ruiz Negre (València, 1938) és un dramaturg valencià, fundador de la Taula Valenciana d'Autors Teatrals.
Va ser membre de la junta directiva de la AAT (Asociación de Autoras y Autores de Teatro), de l'Asociación Colegial de Escritores de España, i de l'Asociación de Autores de Teatro a Madrid, on exercí diversos càrrecs directius. Presidí la Taula Valenciana d'Autors Teatrals des de 1990 fins a 1996, i és membre de l'Associació d'Escritors en Llengua Valenciana.
La seua obra literària, que comprén el drama històric, la comèdia i el café-teatre, està escrita en valencià segons la normativa lingüística de la Real Acadèmia de Cultura Valenciana (les conegudes com a Normes del Puig). Bona part de les seues obres teatrals han sigut també publicades en castellà i té dos obres publicades en esperanto. És autor d'obres narratives i traductor al valencià de les novel·les de Vicent Blasco Ibáñez Arròs i tartana i Flor de Maig. També és autor del Diccionari valencià de sinònims, afins i antònims de la RACV.

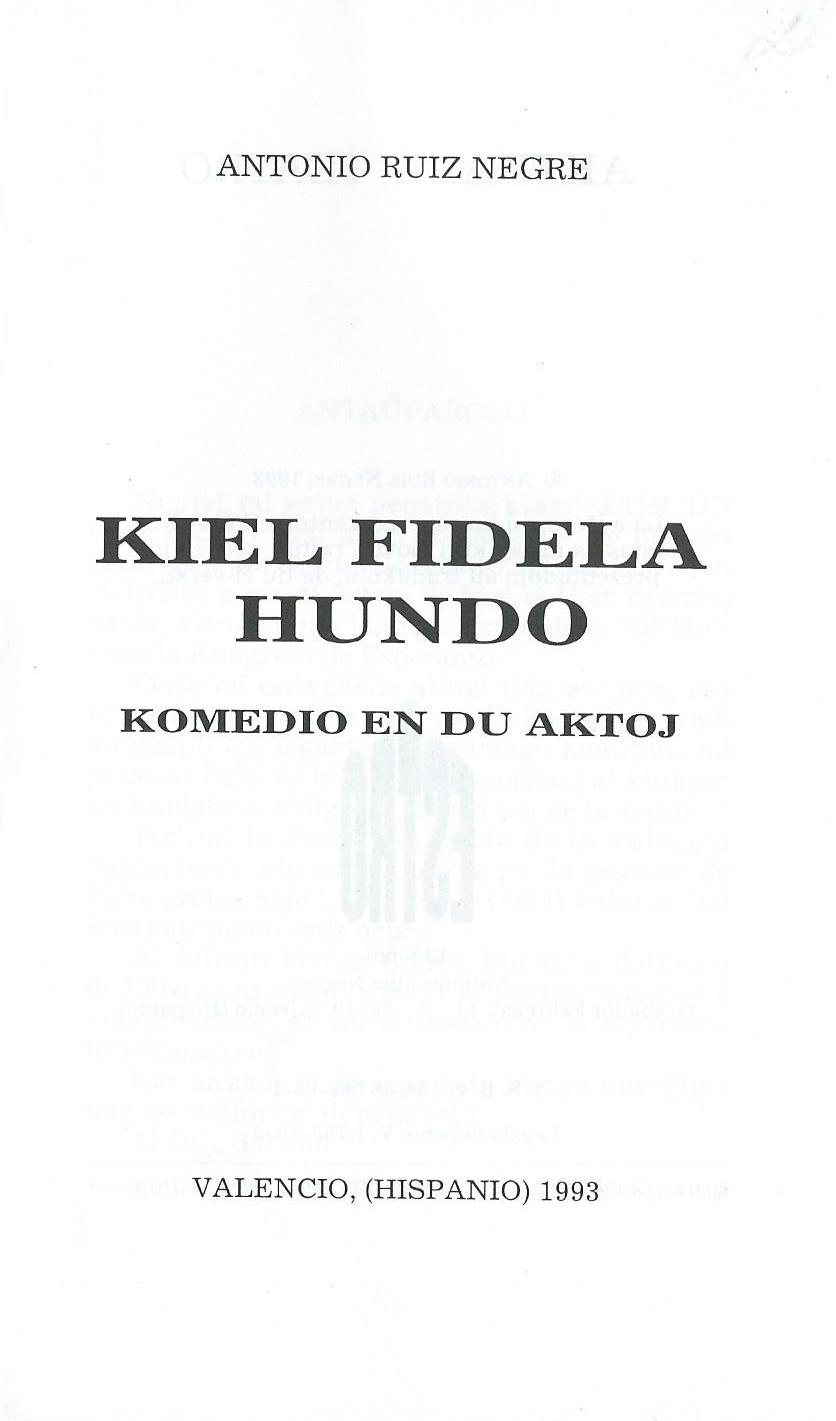
Portadella de Kiel Fidela Hundo

## Obra publicada

### Teatre

#### En valencià
- 1992 - Tres comèdies curtes (I): ¡A mi, no!; Navellos, 18; L'hostal del Llorer. Taula Valenciana d'Autors Teatrals. ISBN 978-84-604-2679-0
- 1993 - Segrestades: comèdia dramàtica en dos actes. Junta Central Fallera. ISBN 978-84-606-1578-1
- 1993 - Com un gos fidel: comèdia en dos actes. Del Sénia al Segura. ISBN 978-84-85446-48-3
- 1994 - Tres comèdies curtes (II) La foto; Que estem esperant-la; Paella de marisc. Taula Valenciana d'Autors Teatrals.
- 1995 - Blanc de negre. Acció Bibliogràfica Valenciana. ISBN 978-84-920569-2-7
- 1999 - Teatre d'intriga: Com un dolç molt amarc; Ad este costat de la llinia; En tot el cor. Acció Bibliogràfica Valenciana. ISBN 978-84-95245-02-1
- 2001 - ¡Quína familia! Taula Valenciana d'Autors Teatrals. ISBN 84-931034-1-1
- 2003 - Trilogia de la coentor: La foto; Felisa; Benibufit. Taula Valenciana d'Autors Teatrals. ISBN 84-931034-7-0
- 2005 - «Quant més amigues», dins 15 anys, monolecs. Taula Valenciana d'Autors Teatrals - Diputació de València. ISBN 978-84-932597-7-8
- 2005 - «Selena», dins Goles en clam. Editorial L'Oronella. ISBN 978-84-89737-77-8
- 2006 - Tres comèdies curtes (III): Divorciades; Fondos reservats: L'infern. Taula Valenciana d'Autors Teatrals. ISBN 84-935513-0-9
- 2012 - Antologia de comèdies teatrals d'Antoni Ruiz Negre. Edicions Mosseguello. ISBN 978-84-940548-2-2

#### En castellà
- 1993 - Un denario de cobre: comedia en dos actos. Ediciones Antonio Ruiz Negre. ISBN 978-84-88563-01-9
- 1995 - Él no lo haría. Ediciones Antonio Ruiz Negre. ISBN 978-84-88563-12-5
- 2002 - «La broma», dins Maratón de monólogos 2002. Asociación de Autores de Teatro. ISBN 978-84-88659-28-6
- 2003 - «Selena», dins Maratón de monólogos 2003. Asociación de Autores de Teatro. ISBN 978-84-88659-39-2
- 2000 - Trío de hecho. Albufera literaria, S.L. ISBN 978-84-607-0604-5
- 2002 - Me vuelvo a casa. Asociación Autores Teatro. ISBN 84-88659-33-4

#### En esperanto
- 1993 - Kiel fidela hundo. Ediciones Antonio Ruiz Negre. ISBN 978-84-88563-05-7
- 2003 - Intrigo-teatro. Grupo Esperanto de Valencia. ISBN 978-84-607-8334-3

### Narrativa
- 2000 - Del meu recort. Del Senia al Segura. ISBN 978-84-85446-65-0
- 2000 - «¿Que no coneix a Ramon?» dins Clams de vida. AELLVA, L'Oronella. ISBN 978-84-89737-71-6
- 2009 - «Assistenta per hores», dins Clams en llibertat. L'Oronella. ISBN 978-84-96472-34-1

### Traduccions
- 2017 - Arròs i tartana, de Vicent Blasco Ibáñez. L'Oronella - Foment de les Lletres Valencianes. ISBN 978-84-945884-6-4
- 2018 - Flor de Maig, de Vicent Blasco Ibáñez. L'Oronella - Foment de les Lletres Valencianes. ISBN 978-84-945884-9-5

### Lingüística
- 1994 - Diccionari de sinònims, idees afins i contraris. Del Senia al Segura. ISBN 978-84-85446-51-3
- 2004 - Diccionari valencià de sinònims, afins i antònims. Real Acadèmia de Cultura Valenciana. ISBN 978-84-96068-56-8

### Altres publicacions
- 2014 - Efemèrides i curiositats valencianes. Edicions Mosseguello. ISBN 978-84-940548-6-0